# 2002 CS154
2002 CS154, também escrito como 2002 CS154, é um objeto transnetuniano que está localizado no Cinturão de Kuiper, uma região do Sistema Solar. Este objeto é classificado como um cubewano. Ele possui uma magnitude absoluta de 7,2 e tem um diâmetro estimado com cerca de 160 km.

## Descoberta
2002 CS154 foi descoberto no dia 6 de fevereiro de 2002 pelo astrônomo Marc W. Buie.

## Órbita
A órbita de 2002 CS154 tem uma excentricidade de 0,053 e possui um semieixo maior de 43,421 UA. O seu periélio leva o mesmo a uma distância de 41,119 UA em relação ao Sol e seu afélio a 45,723 UA.